# 飽和集合
飽和集合（ほうわしゅうごう）は、数学（特に集合論や位相空間論の下位分野）において、集合 {\displaystyle C} と関数 {\displaystyle f\colon X\to Y} に対して、{\displaystyle C} が {\displaystyle f} の定義域 {\displaystyle X} の部分集合で、{\displaystyle f} が2点 {\displaystyle c\in C} と {\displaystyle x\in X} を同じ値に写すならば、{\displaystyle x} は {\displaystyle C} に属する（つまり、{\displaystyle f(x)=f(c)} ならば {\displaystyle x\in C} である）とき、{\displaystyle C} は {\displaystyle f} について飽和的あるいは飽和している（saturated）という。より簡潔には、集合 {\displaystyle C} は {\displaystyle C=f^{-1}(f(C))} のとき、飽和しているという。
位相空間論において、位相空間 {\displaystyle (X,\tau )} の部分集合が {\displaystyle X} の開集合の交差に等しいときに、その部分集合は飽和しているという。T1空間では任意の集合が飽和している。

## 定義

### 準備
{\displaystyle f\colon X\to Y} を写像とする。任意の部分集合 {\displaystyle S\subseteq X} に対して、{\displaystyle f} による像を、集合{\displaystyle f^{-1}(y):=f^{-1}(\{y\})=\{x\in X\mid f(x)=y\}}と定義し、{\displaystyle f} の原像あるいは逆像を、集合{\displaystyle f(S):=\{f(s)\mid s\in S\}}と定義する。{\displaystyle y\in Y} をとるとき、{\displaystyle f} の {\displaystyle y} 上のファイバーとは、原像{\displaystyle f^{-1}(S):=\{x\in X\mid f(x)\in S\}}と定義する。

### 飽和集合
集合 {\displaystyle C} が {\displaystyle f} の定義域 {\displaystyle X} の部分集合で、以下の同値な条件のいずれかを満たしているとき、{\displaystyle C} は {\displaystyle f}-飽和 あるいは {\displaystyle f} について飽和しているという：
1. {\displaystyle C=f^{-1}(f(C))} 。
2. ある集合 {\displaystyle S} が存在して {\displaystyle C=f^{-1}(S)} となる。
  - このような集合 {\displaystyle S} は {\displaystyle f(C)} を部分集合として含む必要がある。また、等式{\displaystyle f(C)=S\cap \operatorname {Im} f} も満たす必要がある。ここで、{\displaystyle \operatorname {Im} f:=f(X)} は {\displaystyle f} の像を意味する。
3. {\displaystyle c\in C} と {\displaystyle x\in X} が {\displaystyle f(x)=f(c)} を満たすならば、{\displaystyle x\in C} である。
4. {\displaystyle y\in Y} について、ファイバー {\displaystyle f^{-1}(y)} が {\displaystyle C} と交叉する（すなわち {\displaystyle f^{-1}(y)\cap C\neq \varnothing } ）とき、このファイバーは {\displaystyle C} の部分集合でなければならない（すなわち {\displaystyle f^{-1}(y)\subseteq C} ）。
5. 任意の {\displaystyle y\in Y} に対して、交叉 {\displaystyle C\cap f^{-1}(y)} は空集合 {\displaystyle \varnothing } または {\displaystyle f^{-1}(y)} に等しい。

## 例
{\displaystyle f\colon X\to Y} を任意の関数とする。{\displaystyle S} が任意の集合のとき、その {\displaystyle f} の元での原像 {\displaystyle C:=f^{-1}(S)} は{\displaystyle f}-飽和集合でなければならない。特に、写像 {\displaystyle f} の任意のファイバーは {\displaystyle f}-飽和集合である。 
空集合 {\displaystyle \varnothing =f^{-1}(\varnothing )} と定義域 {\displaystyle X=f^{-1}(Y)} は常に飽和している。飽和集合の任意の合併は飽和集合であり、同じく飽和集合の任意の交叉も飽和集合である。

## 性質
{\displaystyle S} と {\displaystyle T} を任意の集合とし、{\displaystyle f\colon X\to Y} を任意の関数とする。
{\displaystyle S} または {\displaystyle T} が {\displaystyle f}-飽和ならば、{\displaystyle f(S\cap T)~=~f(S)\cap f(T).}{\displaystyle T} が {\displaystyle f}-飽和ならば{\displaystyle f(S\setminus T)~=~f(S)\setminus f(T)}である。ここで特に、集合 {\displaystyle S} について何の条件も課していないことに留意しよう。
{\displaystyle \tau } が {\displaystyle X} の位相（開集合族）であり、{\displaystyle f\colon X\to Y} が任意の写像のとき、 {\displaystyle X} の飽和的な開集合 {\displaystyle U\in \tau } 全体のなす集合族 {\displaystyle \tau _{f}} は {\displaystyle X} の位相になる。{\displaystyle Y} が位相空間のときは、{\displaystyle f\colon (X,\tau )\to Y} が連続（resp. 商写像）であるときかつそのときに限り、同じことが {\displaystyle f\colon \left(X,\tau _{f}\right)\to Y} についても成り立つ。

## 参照
1. ↑  Monk 1969, pp. 24–54.

- G. Gierz; K. H. Hofmann; K. Keimel; J. D. Lawson; M. Mislove & D. S. Scott (2003). "Continuous Lattices and Domains". Encyclopedia of Mathematics and its Applications. Vol. 93. Cambridge University Press. ISBN 0-521-80338-1。
- Monk, James Donald (1969). Introduction to Set Theory. International series in pure and applied mathematics. New York: McGraw-Hill. ISBN 978-0-07-042715-0. OCLC 1102
- Template:Munkres Topology